# Ciao (revista)
Ciao  (ちゃお, Chao) é uma revista japonesa de mangás shōjo publicada pela editora Shogakukan para o público feminino. Sua primeira edição foi lançada em 1977. Em 2009, teve uma circulação de 815,455.
Entre vários títulos alguns dos mais populares no Brasil tem Corrector Yui e Mirmo Zibang! ambas séries exibidas no Cartoon Network Brasileiro nos anos 2000

## Lista de mangás e mangakás

### A
- Aikatsu! - Banbi Shirayuki
- Akuma no Kuchizuke - Satoru Takamiya
- Alice ni Omakase! - Arai Kiyoko
- Alpen Rose - Michiyo Akaishi
- Anata no Shiranai Sekai - Kaoru Igarashi (com vários outros mangakás)
- Angel Hunt - Miyuki Obayashi
- Angel Lip - Kiyoko Arai
- 12 Sai - Nao Maita

### B
- Bakuretsu Utahime 21 - Kaoru Igarashi
- Beauty Pop - Kiyoko Arai
- Boku no Platinum Lady - Chitose Yagami
- Buttobi! Man☆Gaaru (Mangirl) - Chikako Mori

### C
- Café de Romance - Yukino Miyawaki
- Caramel Kiss - Chitose Yagami
- Chance wo Choudai! - Masumi Shimizu
- Charm Angel - Chikako Mori
- Charming - Masumi Shimizu
- Cherish!! - Mayuki Anan
- Chibi Devi! - Hiromu Shinozuka
- Chiko no Negai - Yuu Yabuuchi
- Chikkoi - Eri Kumaki
- Choco banana clape - Yayoi Tsukamoto
- Cinderella Collection - Yasue Imai
- Con Con x Honey - Nao Maita
- Corrector Yui - Keiko Okamoto (criado com Kia Asamiya)
- Curry Club ni Ai ni Kite - Arai Kiyoko
- Cutie Honey Flash - Yukako Iisaka (baseado na obra original de Go Nagai)

### D
- D-Boy - Emiko Sugi
- Dennou Coil - Mizuki Kuze (criado por Mitsuo Iso)
- Devil Magic - Miru Akino
- Diamond Step - Meme Iwaoka
- Doki Doki - Yuka Takase
- Dorakyura Musume Madonna - Ritsuko Kawai
- Douchi ga Akuma Yo? - Nao Maita
- Dr. Rin ni Kiitemite! - Kiyoko Arai

### E
- Eto Etosetora - Konomi Wagata

### F
- Fall in Love Like a Comic! (Manga Mitaina Koi Shitai!) - Chitose Yagami
- Fun Fan Karakurihime - Yuka Kitamura
- Fushigiboshi no Futagohime - Mayuki Anan
- Fushigi no Mori no Moriko - Keiko Notoyama
- Fushigi no Rin - Michiyo Akaishi
- Futari de Mamotte Agemasu! - Rio Fujimi
- Futari no Miracle - Yuka Ishii
- Fuuko Ikimasu - Keiko Yanagida

### G
- Genki de Fight!! - Arai Kiyoko
- Gokingen na Heart - Masumi Shimizu
- Gokujo!! Mecha Mote Iinchou - Tomoko Nishimura
- Gokuraku!! Mecha Mote Iinchou - Tomoko Nishimura
- Gyu Gyutto Mamotte! - Meme Iwaoka

### H
- Hajikete B.B. - Yasue Imai
- Happy Happy Clover - Tatsuyama Sayuri
- Hare Tokidoki Gachou?! - Yumi Tsukirino
- Hatsukoi Summer Romanesque - Rio Fujimi
- Heartbeat ni Nosete - Masumi Shimizu
- Hikari no Furu Kisetsu ni - Yuu Ikushima
- Himegal Paradise - Akira Wao
- Hop Step Kururinpa! - Yasue Imai
- Hoshi Made Gofun! - Mai Jinna
- Hoshizora no Wave - Masumi Shimizu

### I
- I Love You - Yuka Takase
- Icchae Marin-chan - Miyuki Obayashi
- Ijime - Kaoru Igarashi
- Ijiwaru Love Devil - An Nakahara
- Ikenai Navigation - Chitose Yagami
- Inui-san! - Chako Tsukisuzu
- Issho ni Kaero - Konomi Wagata

### J
- Jewelpet - Tatsuyama Sayuri (Com a permissão da Sanrio e Sega Sammy Holdings)
- Jungle Oneechan - Miru Akino

### K
- Kaitou Thief Milky Drop - Meme Iwaoka
- Kamisama no Ring - Shou Obara
- Kamisama O-ne-gai - Arai Kiyoko
- Kare to Kanojo to Kanojo - Yuki Morita
- Kimi to Issho!? - Yuki Morita
- Kimi no Tame Nara! - Yuka Nakajima
- Kira Kira Labyrinth - Obayashi Miyuki
- Kirarin Revolution - An Nakahara
- Kiss kara Hajimaru - Obayashi Miyuki
- Kiss x Kiss - Chitose Yagami
- Kiss Shite! Esper Girl - Chitose Yagami
- Kocchi Muite! Miiko - Eriko Ono
- Kochira Ai! Outou seyo - Kimiko Uehara
- Koi no Hana Chiru Furu - Satoru Takamiya
- Koi wa On Air! - Hiromu Shinozuka
- Koiki Shichihenge!! - Chikako Mori
- Koisuru Purin! - Hiromu Shinozuka
- Koisuru Tattoo - Mai Jinna
- Kumappuri - Sayuri Tatsuyama
- Kurenai Hanafubuki - Tomoko Nishimura
- Kuromeko Renai Kumikyoku - Satoru Takamiya
- Kurumi-tic Miracle - Chitose Yagami
- Kururinpa! - Yasue Imai
- Kururun-Rieru Change! - An Nakahara

### L
- Lilpri - Mai Jinna
- Love Love Nurse - Aya Misaki
- Love Pani - Chitose Yagami
- Love samurai Yuika - Michiru Aoi
- Lovely Decoration!! - Kaoru Igarashi
- Luna Lunatic - Yukako Iisaka
- Lunatic Honey - Yukino Miyawaki

### M
- Made in Mikaru - Mai Jinna
- Magical Chaser Aki - Sugi Emiko
- Magical Pokémon Journey (Pocket Monster PiPiPi Adventure) - Yumi Tsukirino
- Magical Sweet Mermaid - Itsuru Minase
- Mahochu! - Yuu Yabuuchi
- Mahou Teki Girlfriend - Kaoru Igarashi
- Maid ja Nai Mon! - Meme Iwaoka
- Maiko no Uta - Kimiko Uehara
- Majo wa Koi ni Hen Shiteru - Eri Kumari
- Majokko Tickle - Go Nagai
- mama♥trouble - Yuuko Kohara
- Manga Mitaina Koi Shitai! (Fall in Love Like a Comic!)- Chitose Yagami
- Manten Iroha Komachi - Mariko Kosaka
- Mashiro Family Complex! - Mizuki Kuze
- Medical Magical - Hiina Maki
- Meshimase Karen-chan - Miru Akino
- Miiko Desu! - Eriko Ono
- Milky Baby - Ritsuko Kawai
- Minimum Mania - Shou Obara
- Miracle Boys - Keiko Yanagida
- Mirumo de Pon! - Hiromu Shinozuka
- Mizuiro Jidai - Yuu Yabuuchi
- Monster Candy - Miyuki Obayashi
- Muka Muka Paradise - Yumiko Igarashi (criado por Fumiko Shiba)

### N
- Nadeshiko Prima - Mizuki Kuze
- Naisho no Hamster - Hiina Maki
- Naisho no Tsubomi - Yuu Yabuuchi
- Naisho no Tsubomi - Mebae - Yuu Yabuuchi
- Nandemo Alice - Ritsuko Kawai
- Natural Angel - Kiyoko Arai
- Nazotoki-hime wa Meitantei - Mayuki Anan
- Nijiiro Prism Girl - An Nakahara

### O
- Ohimesama no Recipe - Satoru Takamiya
- Oideyo Doubutsu no Mori - Shiawase Tsuushin - Mako Morie
- Ojousama no Inu - Mai Jinna
- Onigawara Yokochou Sanchoume - Chitose Yagami
- Ore-Sama Kingdom - Chitose Yagami
- Otogibanashi de Himitsu no Kiss - Satoru Takamiya
- Otona Mitai ni Koishiteru! - Kano Uchihara
- Otona ni Narumon! - An Nakahara
- Otona no Okusuri - Yuko Kohara
- Oujisama ni Onegai! - Eri Kumaki

### P
- Panyo Panyo Di Gi Charat - Hina
- Pocket Monster PiPiPi Adventures - Yumi Tsukirino
- Pocket Monster Chamo Chamo Pretty (Spin-off de Pocket Monster PiPiPi Adventures) - Yumi Tsukirino
- Princess Ver. 1 - Yukino Miyawaki
- PriPara - Hitsuji Tsujinaga
- Pukupuku Natural Circular Notice - Sayuri Tatsuyama

### R
- Rafurin Ice Cream - Itsuru Minase
- Ryouko no Shinrei Jikenbo - Chie Shinohara

### S
- Sakura - Ritsuko Kawai
- Sakura Kanzume - Yuki Morita
- Saniro Signal - Shou Obara
- Sapphire Gakuen Astro Cafe - Aya Misaki
- Sekai Seifuku Honey - Michiru Aoi
- Shokora no Mahou - Rino Mizuho
- Shoujo Kakumei Utena - Saito Chiho & Be-Papas
- Shin Gokujou!! Mecha Mote Iinchou - Tomoko Nishimura
- Shōjo Shōnen - Yuu Yabuuchi
- Shōjo Shōnen - Dolly Kanon - Yuu Yabuuchi
- Shōjo Shōnen - Go! Go! Ichigo - Yuu Yabuuchi
- Slow Step - Mitsuru Adachi
- Sotsugyou Sukuranburu - Tomoko Nishimura
- Spark!! Lalanagi Hurricane - Chikako Mori
- Strawberry Holiday - Shou Obara
- Suashi ni Kiss Shite!! - Yukako Isaka
- Suki Suki Daisuki - An Nakahara
- Sukuranburu-b! - Tomoko Nishimura

### T
- Takoyaki Princess - Rino Mizuho
- Tanpopo Zensen - Miyuki Obayashi
- Ten Yori mo Hoshi Yori mo - Michiyo Akaishi
- Terepari Kiss - An Nakahara
- Tokimeku Marriage - Michiru Aoi
- Tokkou Sayaka Yoroshiku - Akira Wao
- Tokkou Sayaka Airabuyuu - Akira Wao
- Tokkou Sayaka Bucchigiri - Akira Wao
- Tonari no Obake-san - Yuka Nakajima
- Tonde Būrin - Taeko Ikeda
- Tonderu! Ponytail - Chikako Mori
- Tottoko Hamutaro) - Ritsuko Kawai
- Twinkle Cherry - Shou Obara
- Tinkuru Collection - Akira Wao

### U
- Ultra Hanamaru Z-gumi!! - Mariko Kosaka

### V
- V - Egao no Tameni - Yuka Takase

### W
- Wagamama na Tsubasa - Nakajima Yuka
- Waiwai Hey! Say! Jump - Keiko Notoyama
- Waruiko Hero - Chikako Mori
- Waza Ari Kiwami-chan - Chikako Mori
- Wedding Peach - Nao Yazawa (criado com Sukehiro Tomita)

### Y
- Yoru ga Owaranai - Michiyo Akaishi
- Yumeiro Moon Love - Ritsuko Kawai
- Yumetokei - Kimiko Uehara

### Z
- Zoku Manga Mitaina Koi Shitai! - Chitose Yagami
- Zutto Suki Suki Daisuki - An Nakahara